# PEX10
PEX10‏ (Peroxisomal biogenesis factor 10) هوَ بروتين يُشَفر بواسطة جين PEX10 في الإنسان.